# Ove Andersson (rallyförare)
Ove "Påven" Andersson, född 3 januari 1938 i Uppsala, död 11 juni 2008 i Oudtshoorn i Västra Kapprovinsen i Sydafrika, var en svensk rallyförare och stallchef i rally och Formel 1.
Från ett enkelt garage utanför Österbybruk i Norduppland etablerade sig Andersson som en framgångsrik rallyförare, för att senare bli chef för den japanska biltillverkaren Toyotas rally- och formel 1-stall. Smeknamnet "Påven" fick Andersson tidigt av rallykollegerna eftersom han ofta tävlade med bilar av italienskt ursprung i början av sin karriär. Lancia Fulvia HF.
Som rallyförare under slutet av 1960-talet och under 1970-talet segrade Andersson i bland annat VM-rallyna Monte Carlo-rallyt (1971) i en Renault-alpine A110, Safarirallyt (1975 med kartläsaren Arne Hertz) i en Peugeot 504, Akropolisrallyt (1971) och San Remo-rallyt (1971). Han tävlade bland annat i en Alpine tillsammans med Ferrari F1:s senare framgångsrike stallchef Jean Todt som kartläsare - vilket bland annat resulterade i en andraplats i Monte Carlo-rallyt 1973.
Andersson lierade sig sedermera med Toyota och byggde på egen hand i Tyskland upp bilföretagets rallyverksamhet i Europa. Med förare som Juha Kankkunen, Didier Auriol och Carlos Sainz tog Toyota Team Europe (TTE) sju världsmästerskapstitlar under 1990-talet. Efter en sejour med sportbilar i Le Mans 24-timmars etablerade sig Toyota 2002 i formel 1 med förarna Mika Salo och Allan McNish, även då under svenskens ledning. Andersson hedrades i samband med detta med utmärkelsen Prins Bertils motorsportsmedalj, utdelad av Kungliga Automobilklubben (KAK). Andersson pensionerade sig efter ett par år som stallchef i formel 1, men stannade kvar som rådgivare åt Toyota F1 fram till år 2007.
11 juni 2008 omkom Ove Andersson i en trafikolycka i anslutning till Milligan Trial Oldtimer Rally i Sydafrika.